# Théo Ndicka Matam
Théo Ndicka Matam (Avallon, 20 aprile 2000) è un calciatore francese, difensore dell'Oleksandrija.

## Caratteristiche tecniche
È un terzino sinistro.

## Carriera

### Club
Cresciuto nel settore giovanile dell'Olympique Lione, gioca per due stagioni con la seconda squadra prima di passare in prestito al Bourg-en-Bresse, in Championnat National. Nel 2020 viene acquistato dall'Ostenda.
Nel 2023 viene acquistato dalla squadra svizzera del Grasshoppers.

### Nazionale
Ha giocato nelle nazionali giovanili francesi Under-16, Under-19, Under-20 ed Under-21.

## Statistiche
Statistiche aggiornate al 17 luglio 2021.

### Presenze e reti nei club
| Stagione        | Squadra           | Campionato      | Campionato | Campionato | Coppe nazionali | Coppe nazionali | Coppe nazionali | Coppe continentali | Coppe continentali | Coppe continentali | Altre coppe | Altre coppe | Altre coppe | Totale | Totale | Totale |
| Stagione        | Squadra           | Comp            | Pres       | Reti       | Comp            | Pres            | Reti            | Comp               | Pres               | Reti               | Comp        | Pres        | Reti        | Pres   | Reti   |        |
| --------------- | ----------------- | --------------- | ---------- | ---------- | --------------- | --------------- | --------------- | ------------------ | ------------------ | ------------------ | ----------- | ----------- | ----------- | ------ | ------ | ------ |
| 2017-2018       | Olympique Lione 2 | N2              | 6          | 1          |                 | -               | -               |                    | -                  | -                  |             | -           | -           | 6      | 1      |        |
| 2018-2019       | Olympique Lione 2 | N2              | 23         | 3          |                 | -               | -               |                    | -                  | -                  |             | -           | -           | 23     | 3      |        |
| ago. 2019       | Olympique Lione 2 | N2              | 3          | 0          |                 | -               | -               |                    | -                  | -                  |             | -           | -           | 3      | 0      |        |
| ago. 2019-2020  | Bourg-en-Bresse   | N               | 18         | 3          | CF+CdL          | 1+1             | 1+0             |                    | -                  | -                  |             | -           | -           | 20     | 4      |        |
| 2020-2021       | Ostenda           | D1              | 22         | 1          | CB              | 1               | 0               |                    | -                  | -                  |             | -           | -           | 23     | 1      |        |
| 2021-2022       | Ostenda           | D1              | 3          | 0          | CB              | 0               | 0               |                    | -                  | -                  |             | -           | -           | 3      | 0      |        |
| Totale carriera | Totale carriera   | Totale carriera | 75         | 8          |                 | 3               | 1               |                    | -                  | -                  |             | -           | -           | 78     | 8      |        |